# 幸臣 (星官)
幸臣是中国古代星官名，现在通用的88星座中属于后发座。

## 记载
《晋书·天文志上》：“帝坐（座）东北一星曰幸臣。”
《丹元子步天歌》有“幸臣太子并从官，乌列帝后从东定”。

## 考证
据伊世同《中西对照恒星图表》，幸臣位置在赤经 11h 57m 31.2s, 赤纬 +19°41′53″（历元 B1950.0），视星等7.06，现代星图中在此位置附近无亮恒星符合古籍中幸臣位置的描述。